# Lunegarde
Lunegarde település Franciaországban, Lot megyében. Lakosainak száma 94 fő (2022. január 1.). Lunegarde Le Bastit, Durbans, Reilhac és Cœur-de-Causse községekkel határos.

## Népesség
A település népességének változása:
| Lakosok száma | 81   | 63   | 64   | 70   | 99   | 99   | 100  | 96   | 93   | 94   |
|               | 1968 | 1982 | 1990 | 2006 | 2013 | 2015 | 2017 | 2019 | 2020 | 2022 |